# 이서 (고려)
이서(李舒, 1332년∼1410년)는 고려 말 조선 초의 정치가이다. 본관은 홍주(洪州). 자는 양백(陽伯) 또는 맹양(孟陽), 호는 당옹(戇翁)·송강(松岡)이다.

## 생애
고려 고종 때 시중(侍中)을 지낸 이연수(李延壽)의 6세손이며, 연경궁제학(延慶宮提學) 이기종(李起宗)의 아들이다. 홍주를 관향으로 하게 된 것은 아버지 때부터이다.
1357년(공민왕 6년) 문과에 급제하여 여러 벼슬을 거쳐 군부좌랑(軍簿佐郞)에 이르렀으나, 세상이 어지럽고 정치가 문란한 것을 보고 관직을 버리고 고향으로 돌아가 은둔생활을 하였다. 1376년(우왕 2년) 우헌납에 임명되었으나 노부모의 봉양을 이유로 거절하고, 친상(親喪)을 당하자 6년간 여묘(廬墓)살이를 하였다. 1388년 내부소윤(內府少尹)에 임명되었으나 상이 끝나지 않은 것을 이유로 거절하였다. 국가에서는 그의 효행을 높이 기리기 위하여 정문을 세워주었다. 이해 겨울 이성계(李成桂)가 실권을 장악하자, 유일인사(遺逸人士)로서 그를 징발하여 내서사인(內書舍人)에 제수하였다.
1392년(태조 1) 이성계 추대에 참여하여 음력 8월 20일 개국공신 3등에 책록되어 안평군(安平君)에 봉하여지고 형조전서(刑曹典書)에 임명되었다. 1394년 사헌부의 장인 대사헌이 되고, 1396년 신덕왕후(神德王后)가 죽자 3년간 정릉(貞陵)을 수묘(守墓)하였다.
1398년에 참찬문하부사에 오르고, 1400년 태종이 즉위하자 문하시랑찬성사에 이어 우정승으로 부원군(府院君)에 진봉(進封)되었다. 이해 고명사(誥命使)로 명나라에 다녀오고, 1401년 영의정부사(領議政府事, 영의정)가 되었다. 1403년(태종 3) 사임하고, 앞서 1398년 왕자의 난 때 상심하여 함흥에 가 있던 태조를 중 설오(雪悟)와 함께 안주(安州)에 나가 맞아 귀경하게 하였으며, 1404년 다시 우정승이 되었다. 이듬해 74세의 고령으로 치사(致仕)하였다가 1409년 영의정에 올랐고, 기로소에 들어간 뒤 만년을 향리에서 보내다가 죽었다. 시호는 문간(文簡)이다.

## 가족 관계
- 증조부 : 이득자(李得滋)
  - 조부 : 이영분(李永芬)
    - 아버지 : 이기종(李起宗)
    - 어머니 : 능성 구씨 - 구침의 딸
      - 부인 : 나주 진씨

## 참고 자료
- 《고려사(高麗史)》
- 《태조실록(太祖實錄)》
- 《태종실록(太宗實錄)》
- 이서 - 한국학중앙연구원